# Onobrychis alba
Onobrychis alba là một loài thực vật có hoa trong họ Đậu. Loài này được (Waldst. & Kit.) Desv. miêu tả khoa học đầu tiên.